# Amedeo III di Ginevra
Amedeo III di Ginevra (29 marzo 1311 – 18 gennaio 1367) fu conte di Ginevra, governando sul territorio ginevrino, ma non sulla città di Ginevra, dal 1320 fino alla sua morte e reggente della contea di Savoia, assieme al Barone di Vaud, Luigi II di Savoia-Vaud, dal 1343 al 1348 e svolse un ruolo fondamentale nelle politiche della Casa Savoia, ricoprendo oltre alla carica di reggente quella di presidente del consiglio, sedendo anche nel tribunale feudale del ducato d'Aosta, uno dei tre tribunali delle Udienze generali.

## Origine
Secondo Le Grand dictionnaire historique, Volume 5, Amedeo era figlio del Conte di Ginevra, Guglielmo III e della moglie, Agnese, che, come confermano sia Le Grand dictionnaire historique, Volume 5, che lo storico francese, Samuel Guichenon, nel suo Histoire généalogique de la royale maison de Savoie, era la figlia di Amedeo V, Conte di Savoia, d'Aosta e di Moriana, e della sua prima moglie, Sibilla o Simona di Baugé, che sempre secondo la Samuel Guichenon era l'unica figlia del signore di Baugé e della Bresse, Guido II di Baugé.

Guglielmo III di Ginevra, come viene ricordato nel testamento del padre, riportato nel documento n° REG 0/0/1/1594 degli Archives de l'Abbaye de Saint-Maurice, era il figlio maschio primogenito del conte di Ginevra Amedeo II e, come conferma anche Le Grand dictionnaire historique, Volume 5, di sua moglie Agnese di Chalon ( † 1350 circa), figlia di Giovanni I di Chalon, conte di Chalon e d'Auxonne e della terza moglie, Laura di Commercy; il contratto di matrimonio fu concordato dal fratello di Agnese, Giovanni (come viene confermato dal documento n° REG 0/0/1/1215 degli Archives de l'Abbaye de Saint-Maurice), signore di Arlay, come conferma il documento n° 85 del Cartulaire de Hugues de Chalon (1220-1319). 

## Biografia
Secondo il Fasciculus temporis della Chronique de Genève 1303 1335 delle Preuves delle Mémoires et documents publiés par la Société d'histoire et d'archeologie, Volume 9, suo padre, Guglielmo III, morì il 25 novembre 1320.

Amedeo succedette a Guglielmo III, come Amedeo III. Fu durante il suo governo che il termine Genevois entrò in uso come lo è tuttora.

### Conflitto con i Savoia
Dopo che la città e il castello di Annecy furono devastati da un incendio nel 1320, Amedeo trasferì la sua corte a La Roche, che era stata la sede dei conti di Ginevra tra il 1124 e il 1219.
Nel 1325, Amedeo si unì alla coalizione costituita da Ghigo VIII del Viennois contro Edoardo di Savoia.
Il 7 agosto, combatté nella vittoriosa Battaglia di Varey contro i Savoiardi.
Nel 1326, gli inviati di Carlo IV di Francia negoziarono una tregua, in modo tale che entrambe le contee (Ginevra e Savoia) potessero contribuire alla spedizione del re contro le Fiandre nel 1327–28.
Nel gennaio 1329, il nuovo conte di Savoia Aimone venne a patti con Amedeo e i due costituirono una commissione per esaminare la disputa territoriale tra Duingt e Faverges. Infine, Amedeo divenne vassallo di Aimone almeno per parte dei suoi territori.
Nel 1338, fu costituita un'altra commissione per esaminare ulteriori dispute sui confini.
Le relazioni tra i pacifici e non ambizioni conti di Ginevra e di Savoia, dopo il 1337, furono sempre amichevoli.
Nel 1336 Amedeo donò il villaggio di Vésenaz al monastero di Bellerive.

### Reggenza della Savoia

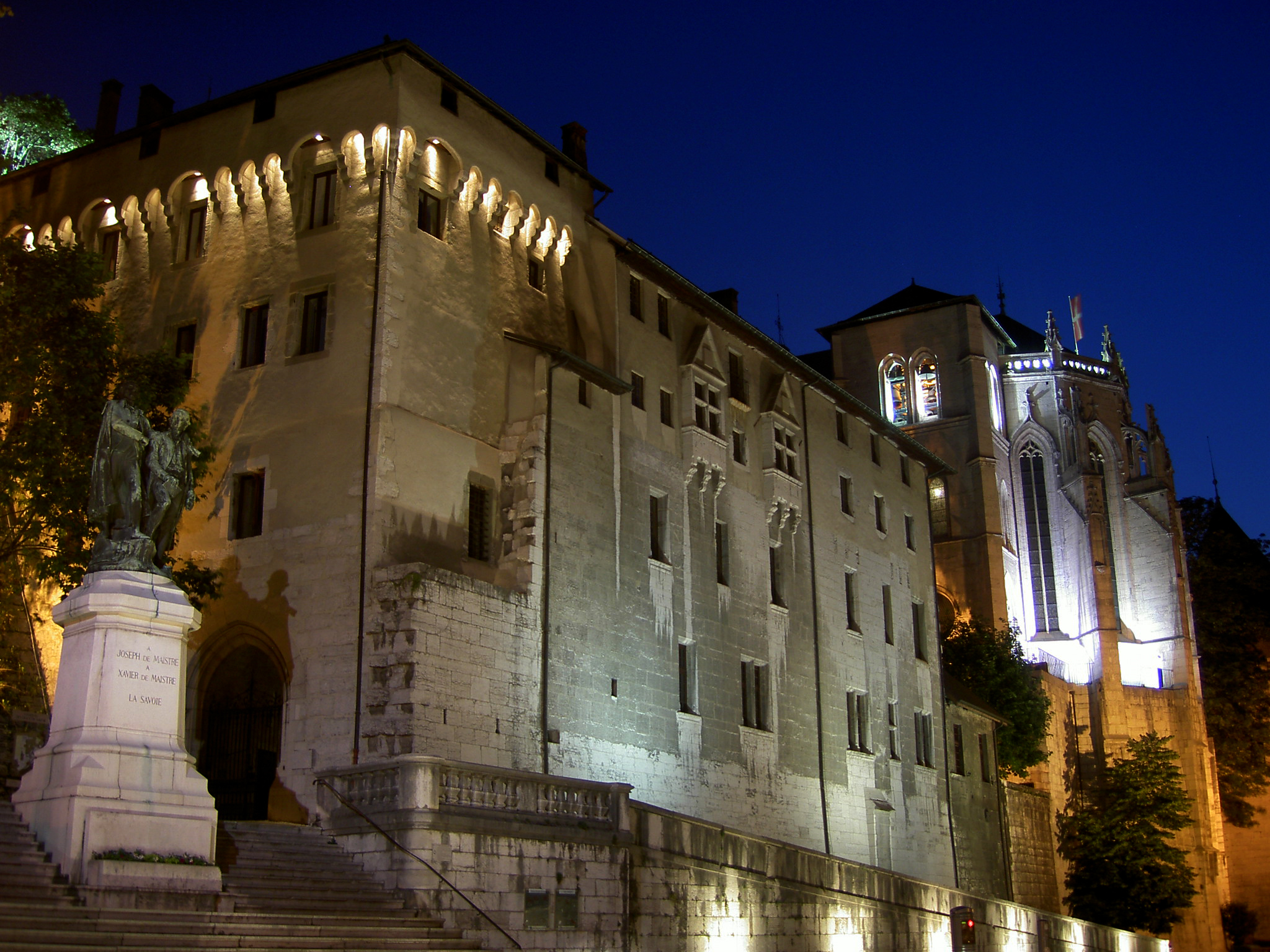
Il castello di Chambéry, in cui sorge la Sainte-Chapelle, dove Amedeo III fu padrino al battesimo di suo cugino, e dove, in seguito, visse finché era reggente della Contea di Savoia.

L'11 gennaio 1334 Amedeo fu padrino al battesimo del suo primo cugino Amedeo VI di Savoia nella Sainte-Chapelle, allora ancora in costruzione, a Chambéry.
Amedeo III e Luigi II di Savoia-Vaud furono nominati da Aimone reggenti in vece del giovane Amedeo; essi assunsero tale incarico alla morte di Aimone avvenuta il 22 giugno 1343.
Il 26 giugno, dopo il funerale di Aimone, il giovane Amedeo fu incoronato conte di Savoia e Amedeo di Ginevra fu il primo a giurare fedeltà.
Il conte di Ginevra e il signore di Vaud si incontrarono nel Castello di Chambéry e sottoscrissero un accordo scritto, tuttora conservato, con il quale si impegnavano in modo che nessuno dei due potesse agire senza il consenso dell'altro e tutti gli atti dovessero essere trascritti al fine di poterli controllare. Nei dettagli di questo accordo è possibile individuare tratti forti di reciproco sospetto.
Il signore di Vaud era lo statista più anziano della Casa Savoia, mentre Amedeo III era a capo del suo rivale principale.
La prima preoccupazione dei reggenti di Savoia dopo il 1343 era di garantire la successione contro le pretese di Giovanna, figlia di Edoardo di Savoia, che morì il 29 giugno 1344, ma non prima di trasferire le sue rivendicazioni a Filippo, duca di Orléans.
Amedeo e Luigi inviarono un'ambasciata al Papa Clemente VI, cercando il suo sostegno contro Giovanna e Filippo.
Nel 1345, Filippo firmò un trattato con il quale rinunciava alle sue rivendicazioni in cambio di una rendita annuale di 5000 livre tournois.
Il trattato fu finalizzato a Parigi e ratificato a Chambéry il 25 febbraio 1346.

### Presidente del consiglio di Savoia
Negli anni 1347–48, Amedeo trascorse un lungo periodo presso la curia avignonese di Clemente VI, che era in quel tempo preoccupato di risolvere le dispute di Piemonte e Lombardia.
Il 4 gennaio 1348 il conte di Savoia raggiunse la maggiore età e così la reggenza formalmente terminò, sebbene nella pratica proseguì, in quanto Amedeo VI aveva solo 14 anni.
Nel corso dello stesso anno, il signore di Vaud morì e Amedeo III restò il solo reggente, sovrintendendo al "consiglio di Savoia" o "consiglio del conte", come era conosciuto il precedente consiglio di reggenza.
Gli storici savoiardi Jehan Servion e Jean Cabaret d'Oronville riportano che il consiglio elesse uno dei suoi membri, Guillaume de la Baume, come coregnante del conte di Ginevra, di cui i Savoiardi ancora non si fidavano.
L'elezione di Guillaume potrebbe essere stata dettata dall'influenza francese.
Nel 1348, Alamand de Saint-Jeoire, il vescovo di Ginevra, mise due suoi castelli sotto la protezione del delfino Carlo, il futuro re di Francia, nel tentativo di contenere l'influenza dei conti di Ginevra e Savoia.
Gli ufficiali di Amedeo III fecero rappresaglie contro la diocesi, provocando la condanna di Clemente VI, che, nonostante ciò, mantenne i suoi buoni rapporti con i conti.
Amedeo non ne fu scoraggiato: pose sotto assedio i due castelli e rimose gli stendardi del delfino, sostituendoli con i suoi.
L'8 ottobre 1349, a Cirié, fu stretta un'alleanza tra Amedeo III di Ginevra, Amedeo VI di Savoia, Galeazzo II di Milano e Giacomo del Piemonte. Questa alleanza fu suggellata dal matrimonio della sorella del conte di Savoia Bianca con Galeazzo il 28 settembre 1350, cui seguì la creazione dell'Ordine del Cigno Nero, del quale Amedeo di Ginevra fu nominato uno dei tre grans seignours (gli altri due erano il conte di Savoia e Galeazzo).
Il 9 luglio 1351, Amedeo fuoriuscì dal consiglio della Savoia e abbandonò la sua politica antifrancese. Quel giorno, presiedendo una riunione del consiglio a Saint-Genix, ordinò che fosse registrata la sua opposizione a dare udienza ad alcuni ambasciatori di Edoardo III d'Inghilterra.
Amedeo e il cancelliere savoiardo Georges de Solerio furono i principali fautori del trattato successivamente firmato con la Francia il 27 ottobre ad Avignone.
Nel 1351, i contadini del Vallese si ribellarono contro la signoria del vescovo di Sion, all'epoca Guichard Tavel, ginevrino di famiglia e savoiardo per obbedienza.
Il 7 gennaio 1352 i rivoltosi furono scomunicati dal papa Clemente VI. In marzo, un'armata guidata da Amedeo di Savoia, Amedeo di Ginevra, Giovanni II del Monferrato e Pietro IV di Gruyère si radunò a Saint-Maurice per debellare i rivoltosi.
Gli abitanti del Vallese furono così initimiditi da arrendersi prima di alcun combattimento.

### Dispute territoriali con la Savoia
Nel maggio 1352, Amedeo VI di Savoia annullò il trattato di Avignone negoziato da Amedeo III, contestando (probabilmente senza alcun fondamento) l'integrità del conte di Ginevra.
In luglio, Amedeo si dimise formalmente dal consiglio di Savoia e sfidò in guerra i signori di La Baume, che considerava i suoi maggiori nemici presso la corte savoiarda.
Nel 1355, a seguito della conclusione di una guerra tra il conte di Savoia e il delfino Carlo, Amedeo III rifiutò di rendere omaggio al cugino per quei feudi del delfino che egli tenne. In quell'anno, Amedeo interferì anche con i tentativi del conte di Savoia di occupare militarmente la Baronia di Faucigny, sebbene non fosse intervenuto in maniera attiva.
Nonostante i suoi tentativi, egli non fu in grado di indurre Giovanni II di Francia ad intervenire in favore dei baroni di Faucigny.
Il 20 luglio, nel monastero francescano di Ginevra, Amedeo III rese omaggio al conte di Savoia.
Le questioni relative alla disputa furono sottoposte all'imperatore Carlo IV, il padrone dell'intera regione.
Il 21 agosto egli ordinò che il conte di Savoia non interferisse con la Baronia di Faucigny o con la Contea di Ginevra e pose entrambe sotto la sua protezione diretta fintantoché durava l'indagine.

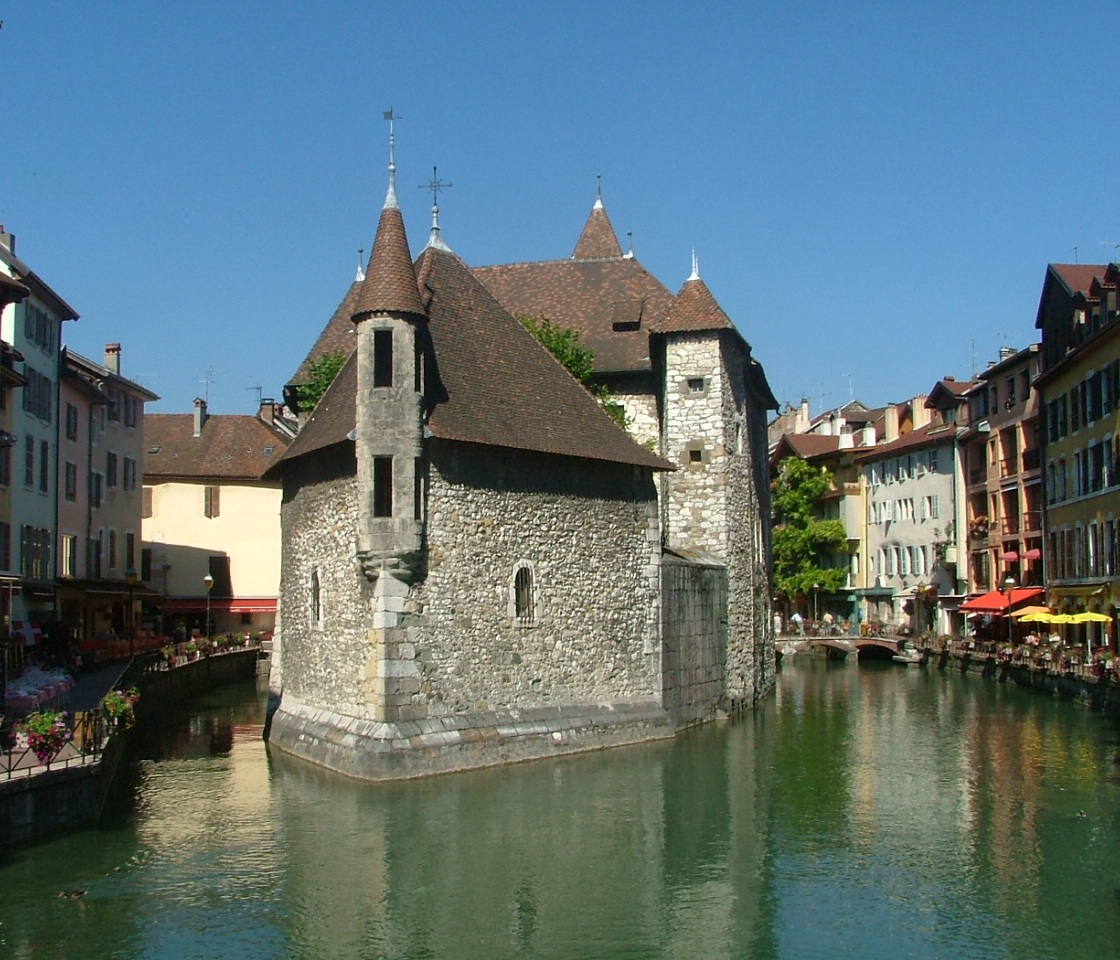
Il Palais de l'Isle a Annecy, un tempo la sede del conte di Ginevra, fu trasformato in zecca sotto Amedeo III.

Nel maggio 1358, l'imperatore esentò Amedeo III dalla giurisdizione della Savoia e gli garantì il diritto di appellarsi all'imperatore nei confronti di tutte le decisioni di ogni corte, fosse essa francese o savoiarda.
Ad Amedeo, ma non ai suoi successori, fu garantito anche il diritto di battere moneta (presso il Palais de l'Isle), di legittimare i figli illegittimi e di nominare notai.
Il vescovo di Ginevra si oppose immediatamente di fronte al Papa relativamente al diritto del conte di battere moneta.
Amedeo di Savoia ordinò ad Amedeo III di rinnovare il suo atto di omaggio, ma quest'ultimo, invece, richiese l'arbitrato di Jean de Bertrand, l'arcivescovo di Tarantasia.
Il 2 agosto l'arcivescovo ordinò che Amedeo avesse il diritto di battere moneta, ma non di rifiutare di rinnovare l'atto di omaggio, né di appellarsi al di fuori delle corti del conte di Savoia.
Il conte di Ginevra si rifiutò di accettare il risultato dell'arbitrato, accusando l'arcivescovo di aver emesso un verdetto ingiusto ed iniquo, dichiarando di volersi appellare personalmente all'imperatore viva voce.
I due conti trovarono un accordo il 21 dicembre. Amedeo III accettò di rendere omaggio a Ginevra per i suoi feudi di Duingt, Annecy, La Roche, Clermont, Thônes, Gruffy, Arlod, Châtel, La Bâtie e Gaillard e per i "sotto-feudi" dei suoi vassalli Thomas de Menthon, Guillaume de Compey e Aymon de Pontverre.
In cambio, Amedeo VI dichiarò nulla la decisione arcivescovile.

### Ordine del Collare e la crociata
Nel gennaio 1364 Amedeo III fu nominato secondo cavaliere del neocostituito Ordine del Collare.
Sebbene la costituzione dell'Ordine fosse connessa all'avvio della crociata di Amedeo VI, Amedeo III non si unì ai crociati. Egli inviò al suo posto il figlio maggiore Aimone III e morì pochi mesi dopo che i crociati erano partiti, lasciando ritenere che al momento della partenza della crociata egli fosse in cattive condizioni di salute.

## Matrimonio e discendenza
Nel 1334 Amedeo sposò Matilde o Mahaut d'Auvergne, chiamata anche "de Boulogne", che, come riporta la Histoire généalogique de la maison d'Auvergne era figlia del conte d'Alvernia e di Boulogne Roberto VII.    

Amedeo da Matilde ebbe dodici figli, cinque dei quali furono conti di Ginevra uno dopo l'altro: 
- Aimone III, suo successore come conte di Ginevra
- Amedeo IV, succedette a suo fratello come conte di Ginevra
- Giovanni, succedette a suo fratello come conte di Ginevra
- Pietro, succedette a suo fratello come conte di Ginevra
- Roberto, in seguito divenuto l'Antipapa Clemente VII, succedette a suo fratello come conte di Ginevra
- Maria, che sposò dapprima, nel 1361, Giovanni II di Chalon-Arlay (morto nel 1362), poi, nel 1366, Umberto VII di Thoire, che pertanto ereditò la contea di Ginevra dopo la morte di Roberto
- Giovanna (morta nel 1389), sposò nel 1358 Raimondo V di Baux, principe di Orange
- Bianca (morta nel 1420), signora di Frontenay, sposò nel 1363 Ugo II di Chalon-Arlay
- Caterina (morta nel 1407), sposò nel 1380 Amedeo, principe di Acaia
- Yolanda, sposò Aimerico VI di Narbona
- Agnese, divenne monaca
- Luisa, sposò Guglielmo III il Saggio, signore di Saint-Georges

## Ascendenza
|                          |                      |                            | Genitori                      |  |  | Nonni |  |  | Bisnonni           |  |  | Trisnonni               |  |
|                          |                      |                            |                               |  |  |       |  |  | Rodolfo di Ginevra |  |  | Guglielmo II di Ginevra |  |
|                          |                      |                            |                               |  |  |       |  |  | Rodolfo di Ginevra |  |  | Guglielmo II di Ginevra |  |
|                          |                      | Alice de la Tour du Pin    |                               |  |  |       |  |  | Rodolfo di Ginevra |  |  |                         |  |
| Amedeo II di Ginevra     |                      |                            |                               |  |  |       |  |  | Rodolfo di Ginevra |  |  |                         |  |
|                          |                      | Maria de la Tour du Pin    | Alberto III de la Tour du Pin |  |  |       |  |  |                    |  |  |                         |  |
|                          |                      | Maria de la Tour du Pin    | Alberto III de la Tour du Pin |  |  |       |  |  |                    |  |  |                         |  |
|                          |                      | Maria de la Tour du Pin    | …                             |  |  |       |  |  |                    |  |  |                         |  |
| Guglielmo III di Ginevra |                      | Maria de la Tour du Pin    |                               |  |  |       |  |  |                    |  |  |                         |  |
|                          |                      | Giovanni d'Auxonne         | Stefano III d'Auxonne         |  |  |       |  |  |                    |  |  |                         |  |
|                          |                      | Giovanni d'Auxonne         | Stefano III d'Auxonne         |  |  |       |  |  |                    |  |  |                         |  |
|                          |                      | Giovanni d'Auxonne         | Beatrice di Chalon            |  |  |       |  |  |                    |  |  |                         |  |
| Agnese di Chalon         |                      | Giovanni d'Auxonne         |                               |  |  |       |  |  |                    |  |  |                         |  |
|                          |                      | Laura di Commercy          | Simone II di Commercy         |  |  |       |  |  |                    |  |  |                         |  |
|                          |                      | Laura di Commercy          | Simone II di Commercy         |  |  |       |  |  |                    |  |  |                         |  |
|                          |                      | Laura di Commercy          | …                             |  |  |       |  |  |                    |  |  |                         |  |
| Amedeo III di Ginevra    |                      | Laura di Commercy          |                               |  |  |       |  |  |                    |  |  |                         |  |
|                          | Tommaso II di Savoia | Tommaso I di Savoia        |                               |  |  |       |  |  |                    |  |  |                         |  |
|                          | Tommaso II di Savoia | Tommaso I di Savoia        |                               |  |  |       |  |  |                    |  |  |                         |  |
|                          | Tommaso II di Savoia | Margherita di Ginevra      |                               |  |  |       |  |  |                    |  |  |                         |  |
| Amedeo V di Savoia       | Tommaso II di Savoia |                            |                               |  |  |       |  |  |                    |  |  |                         |  |
|                          |                      | Beatrice Fieschi           | Teodoro Fieschi               |  |  |       |  |  |                    |  |  |                         |  |
|                          |                      | Beatrice Fieschi           | Teodoro Fieschi               |  |  |       |  |  |                    |  |  |                         |  |
|                          |                      | Beatrice Fieschi           | Simona de Volta di Capo Corso |  |  |       |  |  |                    |  |  |                         |  |
| Agnese di Savoia         |                      | Beatrice Fieschi           |                               |  |  |       |  |  |                    |  |  |                         |  |
|                          |                      | Guido II di Baugé e Bresse | Rinaldo di Baugé e Bresse     |  |  |       |  |  |                    |  |  |                         |  |
|                          |                      | Guido II di Baugé e Bresse | Rinaldo di Baugé e Bresse     |  |  |       |  |  |                    |  |  |                         |  |
|                          |                      | Guido II di Baugé e Bresse | Sibilla di Beaujeu            |  |  |       |  |  |                    |  |  |                         |  |
| Sibilla de Baugé         |                      | Guido II di Baugé e Bresse |                               |  |  |       |  |  |                    |  |  |                         |  |
|                          |                      | Delfina di Saint-Bonnet    | …                             |  |  |       |  |  |                    |  |  |                         |  |
|                          |                      | Delfina di Saint-Bonnet    | …                             |  |  |       |  |  |                    |  |  |                         |  |
|                          |                      | Delfina di Saint-Bonnet    | …                             |  |  |       |  |  |                    |  |  |                         |  |
|                          |                      | Delfina di Saint-Bonnet    |                               |  |  |       |  |  |                    |  |  |                         |  |

### Fonti primarie
- (FR)  Cartulaire de Hugues de Chalon (1220-1319).
- (LA)  (FR)  Archives historiques de l'Abbaye de Saint-Maurice.
- (LA, FR)  #ES Mémoires et documents, Volume 9.
- (LA, FR)  Histoire généalogique de la maison d'Auvergne.
- (LA, FR)  Preuves de l'Histoire généalogique de la royale maison de Savoie, justifiée par titres, ..par Guichenon, Samuel.

### Letteratura storiografica
- (FR)  Le Grand dictionnaire historique, Volume 5.
- Eugene L. Cox, The Eagles of Savoy: The House of Savoy in Thirteenth-Century Europe, Princeton University Press, Princeton, New Jersey, 1974.